# Dan Cacuci
Dan Gabriel Cacuci (* 16. Mai 1948 in Cluj-Napoca, Rumänien) ist ein rumänisch-amerikanischer Ingenieur, Sachbuchautor und Hochschullehrer. Seine Spezialgebiete sind Reaktortechnik und mathematische Vorhersagemodelle komplexer Systeme.

## Ausbildung und Beruf
Dan Cacuci begann 1966 ein Studium der angewandten Physik am Polytechnischen Institut Bukarest (Institutul Politehnic din București), heute Polytechnische Universität Bukarest Nach weiterer Studienzeit an der Columbia University in New York City schloss er dort 1973 in Nuklearingenieurwesen als Master of Science, M.S. ab. Einen weiteren Abschluss erlangte er 1977 in angewandter Physik mit dem Master of Philosophy, M.Phil. 1978 promovierte er zum Doctor of Philosophy in angewandter Physik, Maschinenbau und Nuklearingenieurwesen. Aufgrund seiner guten Leistungen wurde sein Studium in den Vereinigten Staaten mit einem Stipendium der Youth Foundation gefördert.
Nach Erlangung seines Ingenieurgrades war Cacuci Lehr- und Forschungsassistent an der Columbia University und dann Nukleartechniker am Brookhaven National Laboratory auf Long Island. Ab Herbst 1976 arbeitete er ein Jahr lang als leitender Ingenieur für den Kernkraftwerk-Konstrukteur Ebasco Services in New York City. Für die folgenden Jahre bis 1988 wechselte er nach Tennessee an das Oak Ridge National Laboratory, wo er in der Abteilung für angewandte Physik und Mathematik verschiedene Posten besetzte. Ab April 1983 war er zusätzlich Professor in Teilzeit an der University of Tennessee im nahegelegenen Knoxville, zunächst als Associate Professor in der Abteilung Nukleartechnik, ab 1987 auch als Professor in der Abteilung für Mathematik. Im April 1988 wurde er Professor in der Abteilung für Technische Chemie und Nukleartechnik an der University of California, Santa Barbara, 1990 wechselte er zur nukleartechnischen Abteilung der University of Illinois at Urbana-Champaign.
Im Oktober 1992 erhielt Cuci einen Lehrstuhl am Institut für Kerntechnik und Reaktorsicherheit der Universität Karlsruhe. Zugleich wurde er Direktor des Kernforschungszentrums Karlsruhe, später Forschungszentrum Karlsruhe. Universität und Forschungszentrum sind mittlerweile zum Karlsruher Institut für Technologie verschmolzen. Zu seinen Stellungen in Karlsruhe kamen weitere Aufgaben an amerikanischen Universitäten hinzu. Von 1993 bis 2000 war Cacuci Distinguished Professor für Ingenieurwesen und Angewandte Naturwissenschaften an der University of Virginia in Charlottesville. Von 2001 bis 2006 nahm er als Adjunct Professor Aufgaben am kerntechnischen Institut der University of California, Berkeley wahr. An der Abteilung für Kerntechnik der North Carolina State University in Raleigh war Cacuci von 2010 bis 2012 Professor. 2013 wurde Cacuci in Karlsruhe emeritiert. Seit 2012 ist Cacuci aus Drittmitteln bezahlter Chair Professor an der University of South Carolina in Columbia (South Carolina). Als Honorary Professor übernahm er Lehraufgaben an Universitäten des Vereinigten Königreichs; 2013 bis 2016 an der Abteilung für Geowissenschaften und Ingenieurwissenschaften des Imperial College London und ab 2016 an der Abteilung für Elektrotechnik der Bangor University. Als Gastdozent am Zentrum für Kerntechnik des Imperial College London hält Cacuci weiterhin Kontakt zu der Hochschule. Die University of Michigan in Ann Arbor und die Königliche Technische Hochschule, KTH, in Stockholm luden ihn als Gastprofessor ein.
Von 2000 bis 2005 war Cacuci ständiger Vertreter Deutschlands im nuklearwissenschaftlichen Komitee der Nuclear Energy Agency in der OECD. Als Directeur de recherche und Directeur scientifique (Forschungs- und Wissenschaftsdirektor) im Commissariat à l’Énergie Atomique (CEA) koordinierte er Wissenschafts- und Bildungsaktivitäten und hatte Zugang zu streng geheimen Informationen. Über seine Tätigkeit bei der OECD und dem CEA hinaus war er an maßgeblicher Stelle an verschiedenen internationalen Projekten im Bereich Kernenergie und seinem Umfeld beteiligt.
Cacuci war von 1986 bis 2019 Herausgeber von Nuclear Science and Engineering (NS&E). Er ist seit der ersten Ausgabe 2020 Herausgeber (editor-in-chief) des Journal of Nuclear Engineering
Seit 2019 ist Cacuci Mitglied des Herausgeberteams der Zeitschrift energies in der Sektion Nuclear Energy.

## Forschungs- und Arbeitsgebiete
Dan Cacucis Forschung umfasst die physikalischen Vorgänge in Kernreaktoren. Er forschte dabei zu Fragen der Wärmeübertragung, zur Ausbreitung von Partikeln und Strahlung und zu Mehrphasenströmungen unter unterschiedlichen Bedingungen. Der Hauptanwendungsbezug seiner Forschung ist die Reaktorsicherheit und die Erforschung von Störungen und hypothetischen schweren Unfällen.
Seine experimentellen Untersuchungen sind seinem wichtigsten Arbeitsfeld, der Erstellung von mathematischen Modellen der Vorgänge im Reaktor zugeordnet.
Ausgehend von Arbeiten Eugene Paul Wigners entwickelte Cacuci neue Methodiken der Sensitivitätsanalyse, die die Unsicherheiten bei der dazu nötigen Schätzung der Parameter des zu erstellenden Modells reduzieren und exakt quantifizieren. Vor allen Dingen entgeht Cacucis neuartiger methodischer Ansatz dem als Fluch der Dimensionalität bekannten Problem, dass mit wachsender Anzahl berücksichtigter Variablen und ihrer Interaktionen die Komplexität der benötigten Berechnungen exponentiell ansteigt und damit die Kapazität vorhandener Rechenanlagen übersteigt. Durch die starke Vereinfachung der Berechnungen tut sich die Möglichkeit auf, auch umfangreiche Modelle mit einer großen Zahl berücksichtigter Parameter zu untersuchen.
Cacuci weist darauf hin, dass seine Methodiken auch auf andere Bereiche als die Reaktortechnik angewendet werden können, etwa Modelle aus dem Bereich der Ökonomie oder der Klimaforschung. In einer Beispielrechnung aus der Meteorologie fügte er in ein Modell mit angenommener verdoppelter Kohlendioxidkonzentration in der Atmosphäre 41 weitere Parameter ein und konnte dabei starke Veränderungen auf der Auswirkungsseite feststellen. Als Anwendungsbeispiel für eine Buchveröffentlichung führte Cacucis Co-Autor Ruixian Fang die Berechnungen an einem Modell mit 21.976 Parametern durch. Von einer anzustrebenden Weiterentwicklung und Verbindung seiner Methodiken mit künstlichen neuronalen Netzen erhofft er sich die Bildung von Planet-Erde-Modellen, bei denen Interaktionen der verschiedenen Bereiche berücksichtigt werden.
Cacuci ist Mitinhaber zweier Patente.

## Schriften
Researchgate verzeichnet 285 Publikationen unter Beteiligung Dan Cacucis.
Monografien
- Analytical calculations of neutron slowing down and transport in the constant-cross-section problem. PDF 7,7 MB. Oak Ridge National Laboratory, Oak Ridge, Tenn. 1978 (Dissertation an der Columbia University). doi:10.2172/12131479
- Sensitivity and Uncertainty Analysis
  - Sensitivity and Uncertainty Analysis. Volume 1: Theory. Chapman & Hall/CRC, Boca Raton 2003, ISBN 978-1-58488-115-5[17] (englisch)
  - Sensitivity and Uncertainty Analysis. Volume 2: Applications to Large-Scale Systems. Chapman & Hall/CRC, Boca Raton 2003, ISBN 978-1-58488-116-2[18] (englisch; mit Mihaela Ionescu-Bujor und Ionel Michael Navon)
- Als Herausgeber: Handbook of Nuclear Engineering. Springer US, Boston, MA 2010, ISBN 978-0-387-98130-7, doi:10.1007/978-0-387-98149-9 (englisch, modernes Referenzwerk in fünf Bänden).
- Computational Methods for Data Evaluation and Assimilation. CRC Press, Hoboken 2013, ISBN 978-1-58488-735-5 (englisch; spätere Auflagen mit Ionel Michael Navon, Mihaela Ionescu-Bujor und Mihaela Cacuci 2014 und 2019)
- The second-order adjoint sensitivity analysis methodology. CRC Press, Boca Raton, 2017, ISBN 978-1-138-10529-4 (weitere Auflage 2018)
- BERRU Predictive Modeling. Best Estimate Results with Reduced Uncertaintis. Springer, Berlin 2019, ISBN 978-3-662-58393-7[19] (englisch)
- The Nth-Order Comprehensive Adjoint Sensitivity Analysis Methodology. Overcoming the curse of dimensionality
  - The Nth-Order Comprehensive Adjoint Sensitivity Analysis Methodology. Volume I: Overcoming the curse of dimensionality: Linear Systems. Springer Nature, 2022, ISBN 978-3-030-96363-7[20] (englisch)
  - Mit Ruixian Fang: The Nth-Order Comprehensive Adjoint Sensitivity Analysis Methodology. Volume II: Overcoming the curse of dimensionality: Application. Springer Nature, 2023, ISBN 978-3-031-19634-8[21] (englisch)
  - The Nth-Order Comprehensive Adjoint Sensitivity Analysis Methodology. Volume III: Overcoming the curse of dimensionality: Non-Linear Systems. Springer Nature, 2023, ISBN 978-3-031-22756-1[22] (englisch)
- Advances in High-Order Predictive Modeling – Methodologies and Illustrative Problem. Chapman & Hall, London 2024, ISBN 978-1-032-74056-0.

Beispiele für Aufsätze
- First-Order Comprehensive Adjoint Method for Computing Operator-Valued Response Sensitivities to Imprecisely Known Parameters, Internal Interfaces and Boundaries of Coupled Nonlinear Systems: I. Mathematical Framework. In: Journal of Nuclear Energy, Band 1, Nr. 1, 2020, ISSN 2673-4362, S. 3–17 (englisch). doi:10.3390/jne1010002
- First-Order Comprehensive Adjoint Method for Computing Operator-Valued Response Sensitivities to Imprecisely Known Parameters, Internal Interfaces and Boundaries of Coupled Nonlinear Systems: II. Application to a Nuclear Reactor Heat Removal Benchmark, In: Journal of Nuclear Energy, Band 1, Nr. 1, 2020, ISSN 2673-4362, S. 18–45 (englisch). doi:10.3390/jne1010003
- The nth-Order Comprehensive Adjoint Sensitivity Analysis Methodology for Nonlinear Systems (nth-CASAM-N): Mathematical Framework. In: Journal of Nuclear Engineering, Band 3, Nr. 3, 2022, ISSN 2673-4362, S. 163–190 (englisch). doi:10.3390/jne3030010
- Illustrative Application of the nth-Order Comprehensive Adjoint Sensitivity Analysis Methodology for Nonlinear Systems to the Nordheim–Fuchs Reactor Dynamics/Safety Model. In: Journal of Nuclear Engineering, Band 3, Nr. 3, 2022, ISSN 2673-4362, S. 191–221 (englisch). doi:10.3390/jne3030011

## Mitgliedschaften und Auszeichnungen
- Fellow der American Nuclear Society, ANS, 1986
- Preis für Ingenieursleistungen für junge Mitglieder der ANS, 1988
- Humboldt-Forschungspreis, 1990
- Medaille zum 175-jährigen Jubiläum der Polytechnischen Universität Bukarest, 1993
- Ehrendoktor der Polytechnischen Universität Bukarest, 1994[3][23][1]
- Ehrenmitglied der Rumänischen Kulturstiftung, 1995[23][1]
- Ehrenmitglied der Rumänischen Akademie, 1996
- Ernest-Orlando-Lawrence-Preis, 1998
- Ehrendoktor und Ehrendiplom der Universität Ovidius Constanța, 2000
- Kreitman-Stiftung Senior Visiting Fellow, Ben-Gurion-Universität im Negev 2000
- Seaborg-Medaille der ANS[3][23][1]
- rumänischer Treudienst-Orden, Kommandeur, 2000[23][1]
- Eugene P. Wigner Reactor Physicist Award, 2001
- Ehrendoktor der eschnischen Universität Bauwesen Bukarest, 2002
- Ehrendiplom und Ehrendoktor der Moldauischen Akademie der Wissenschaften, 2003
- Ehrendoktor der Technischen Universität der Republik Moldau, 2003
- Mitglied der Europäischen Akademie der Wissenschaften und Künste
- Arthur Holly Compton-Preis der ANS[3][23][1]
- Qian-Sanqiang-Preis, Schanghai 2017[1]
- „Fred C. Davidson Distinguished Scientist“ Award, Citizens for Nuclear Technology Awareness (USA), 2019[24]